# Guy Bélanger (homme politique)
Pour les articles homonymes, voir Guy Bélanger.
Guy Bélanger (18 février 1942 -18 février 2016) est un homme politique québécois. Il était le député libéral de Laval-des-Rapides à l'Assemblée nationale du Québec. Il a été élu lors de l'élection de 1985 et a démissionné en juin 1993.

## Biographie
Né à Chicoutimi, Guy Bélanger a fait ses études classiques au séminaire de Chicoutimi. Il a complété une maîtrise en psychoéducation à l'Université de Montréal (1971) avant d'exercer sa profession à Boscoville de 1964 à 1971.  Il a par la suite occupé plusieurs postes de direction dans le domaine de la santé et des services sociaux et a été professeur adjoint à l'Université de Montréal pendant cinq années.
Bélanger s'est aussi impliqué dans plusieurs organismes de la rive-Sud de Montréal. Il a été conseil municipal de la ville de Saint-Bruno-de-Montarville de 1979 à 1985.

### Vie politique
Guy Bélanger s'est présenté pour la première fois aux élections de 1985 en défaisant par 2 111 voix le député péquiste sortant de l'époque, Bernard Landry. À la suite de sa réélection en 1989, il est nommé président de la Commission de l'économie et du travail.

En 1993, il déclarera au journal La Presse, en parlant du gouvernement Bourassa : 

« Je trouve que nous [le gouvernement] n'avons pas de vision de société. On réagit aux événements, on n'est pas devant les événements. Nous ne sommes pas des leaders, nous sommes des réagisseurs aux situations »

Ces propos soulèveront l'ire de ses collègues libéraux qui tenteront de le démettre de sa fonction de président de la Commission de l'économie et du travail. La saga dura quelques mois sans qu'aucune sanction ne soit faite contre le député, notamment en raison de la nécessité d'avoir l'accord du Parti québécois pour démettre un président de ses fonctions, et aussi en raison de la crainte du PLQ de voir Bélanger démissionner, ce qui forcerait des élections partielles à un moment délicat pour le gouvernement,.
Durant les mois qui suivirent, Bélanger ne se gêna pas pour critiquer les comportements de son gouvernement. Il remettra finalement sa démission le 16 juin 1993.

### Après la vie politique
Guy Bélanger a toujours été reconnu comme l'un des plus nationalistes du Parti libéral. Robert Bourassa, premier ministre à l'époque, l'avait nommé, en 1991, président de la délicate Commission d'étude des questions afférentes à l'accession du Québec à la souveraineté. Cette commission avait comme objectif « de fournir des éléments plus clairs sur cette éventuelle souveraineté, par exemple, sur le plan financier, d'établir les coûts le plus objectivement possible, d'établir aussi les conséquences, autant positives que négatives, le plus objectivement possible, de cette éventuelle sécession ». Elle avait été créée dans la foulée de l'échec de l'accord du lac Meech et sous la pression nationaliste de Robert Bourassa. Durant son mandat de président, Guy Bélanger se plaint d'avoir été mis avec « les gars les plus fédéralistes du Parti libéral ». Il sera aussi l'un des seuls députés libéraux à critiquer l'attitude de son parti face à la défection de Jean Allaire et Mario Dumont lors de la création de l'Action démocratique du Québec. Bélanger ne cachera pas son soulagement de la victoire du NON au référendum sur l'accord de Charlottetown.
L'élection partielle qui suivra sa démission, le 13 décembre de la même année, permettra au péquiste Serge Ménard de se faire élire avec 1 680 de majorité sur le candidat libéral Raymond Monette.
En 1995, Guy Bélanger sera membre de la commission de Laval sur l'avenir du Québec, créée en vue du référendum sur la souveraineté du Québec.

## Citation
- « Ce qu'on veut, c'est trouver une voie qui permettrait au Québec de bien s'épanouir, de vivre son identité distincte, tout en permettant au reste du Canada, aussi, de vivre la sienne et puis, autrement dit, de permettre à chacun de vivre confortablement, dans ce pays-là, confortablement, eu égard à son identité, puis à ses aspects distincts. Et je pense que le Canada est ce genre de pays qui est capable de faire ce pas en avant, cette maturité. [...] Il est évident qu'il y a des provinces où les gens ne comprennent absolument rien à ce qui se passe, puis à ce que veut le Québec. On a l'impression qu'on en veut plus, puis qu'on veut être au-dessus ou avoir un statut particulier. Il n'en est pas question. Le Québec ne veut pas être au-dessus; il veut juste être accepté comme étant différent. Ce sont ces différences-là qui vont nous enrichir, puis qui vont permettre au Canada d'être très fort, et c'est ça qu'on veut voir reconnu[8]. »